# Peugeot 806
Peugeot 806 – samochód osobowy typu minivan klasy średniej produkowany przez francuską markę Peugeot razem z Citroënem, Fiatem i Lancią w latach 1994–2002.

## Historia i opis modelu

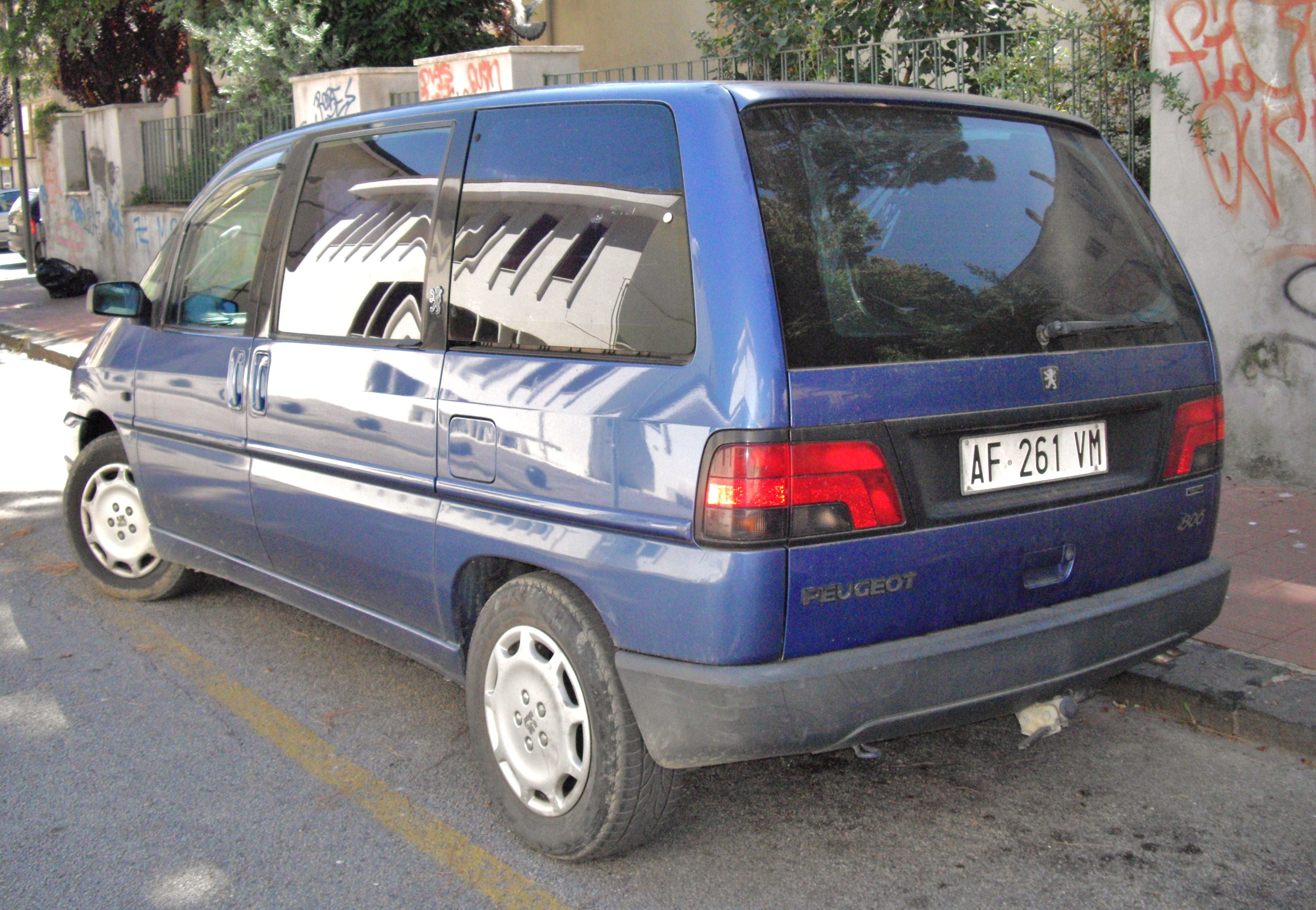
Peugeot 806 - tył

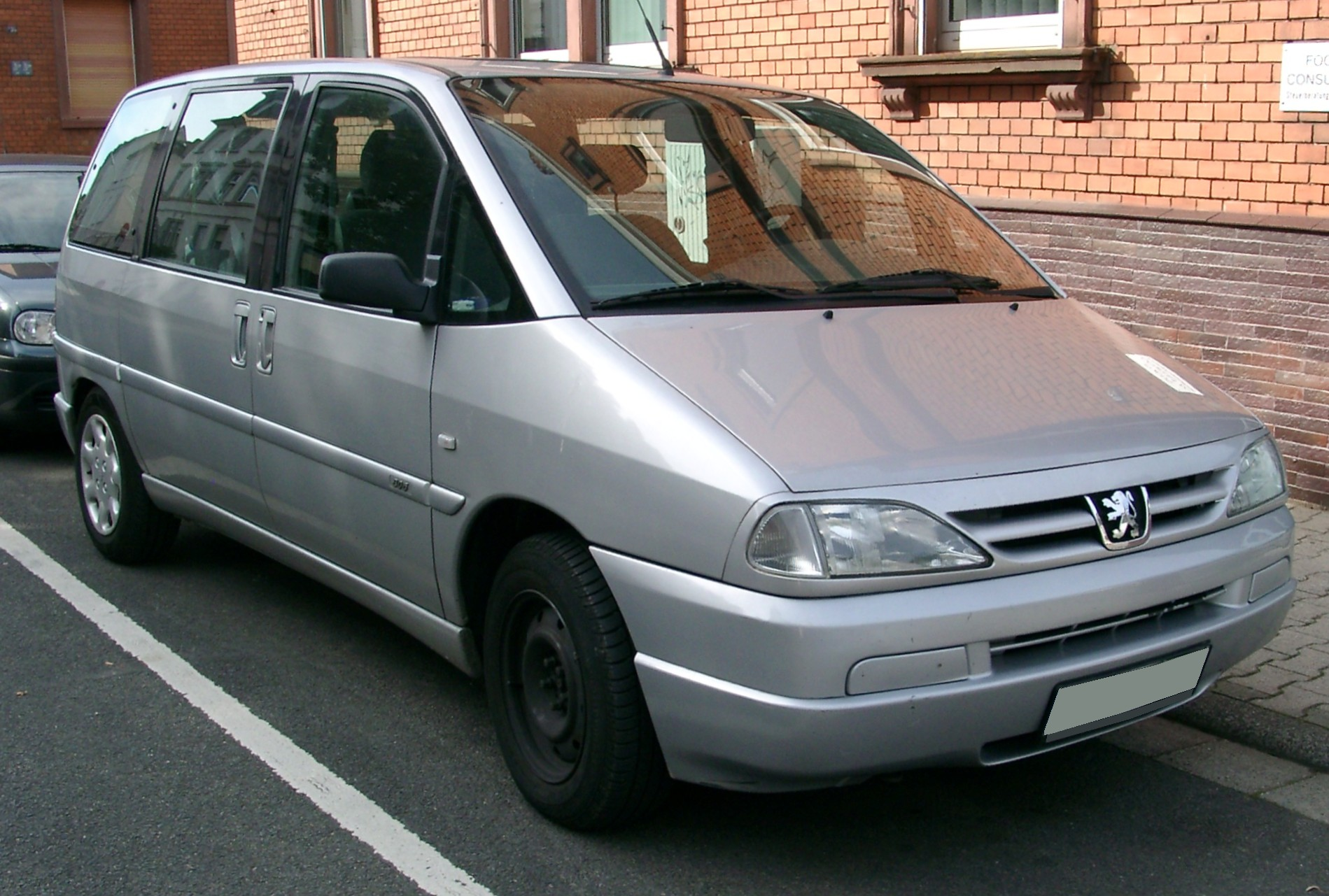
Peugeot 806 po liftingu

Mieści od sześciu do ośmiu osób na siedzeniach w układzie: 2 indywidualne fotele + 3 indywidualne, dające się wymontować fotele + 2 fotele lub trzymiejscową kanapa w trzecim rzędzie. Dostęp do kabiny pasażerskiej umożliwiają przesuwane drzwi, ułatwiające wsiadanie i wysiadanie. 
W 1998 roku samochód przeszedł facelifting. Zmieniono pas przedni, reflektory, a oznaczenie modelu przeniesiono z tylnej klapy na tylną szybę. Zastosowano również nowy wzór felg aluminiowych i kołpaków. 

### Wersje wyposażenia
Pullman – najbardziej ekskluzywna wersja auta. Charakteryzuje się sześcioma większymi (w stosunku do innych wersji), indywidualnymi fotelami w układzie 2+2+2. Każdy fotel wyposażono w parę podłokietników. Wersje Pullman najczęściej miały w wyposażeniu 2 poduszki powietrzne, automatyczną klimatyzację, elektryczne szyby. Często występowała skórzana tapicerka, szyberdachy, czy tempomat. Taka sama wersja występuje w bliźniaczych modelach np. w Fiacie pod nazwą Admiral.
Roland Garros – wersja produkowana z okazji sponsoringu marki Peugeot w turnieju tenisowym Roland Garros. Samochody charakteryzowały się skórzaną tapicerkę w kolorze beżowym, z zieloną górną częścią foteli oraz zielonymi zagłówkami i wykładziną podłogi. Występowały w wersjach 6- i 7-miejscowych. 806 Roland Garros występował tylko w charakterystycznym zielonym kolorze nadwozia. Auta charakteryzowały się dobrym wyposażeniem.